# Romulus Bucur
Romulus Bucur (n. 11 mai 1956, Arad) este un poet, critic literar, publicist și traducător român.

## Biografie
S-a născut la Arad în familia funcționarilor Sári și Constantin, a urmat școala elementară la Școala Nr. 1, iar cursurile liceale le-a făcut la Liceul „Ioan Slavici” (actualmente, Colegiul Național „Moise Nicoară”), între anii 1971 și 1975. A absolvit Facultatea de Limba și Literatura Română a Universității din București în anul 1980. Din anul 2009 este doctor în filologie cu teza Imaginea de sine a evreului român: Mihail Sebastian și N. Steinhardt .
După absolvirea facultății a fost profesor de limba română la Liceul Industrial Nr. 1 din Arad, până în anul 1990. În anul 1990 devine redactor la revista de cultură ARCA din Arad, iar din anul 1992 este redactor-șef adjunct. Din anul 1997 predă la Facultatea de Litere a Universității Transilvania din Brașov.

### Activitatea literară
Debut publicistic în România literară. Debutul editorial în 1982 în volumul de grup Cinci (alături de Bogdan Ghiu, Ion Bogdan Lefter, Alexandru Mușina și Mariana Marin). 
Debut individual cu volumul de poezii Greutatea cernelii pe hîrtie în 1984, distins cu premiul pentru debut al Uniunii Scriitorilor din România în același an.
Este membru al Uniunii Scriitorilor din România din anul 1990 și membru fondator al Asociației Scriitorilor Profesioniști din România (ASPRO) din anul 1994. A fost membru al Cenaclului de Luni. 

### Antologii
Este inclus cu grupaje de poezii în Antologia poeziei generației 80 (editura Vlasie, 1993), în culegerea Romanian Poets of the 80s and 90s (editura Paralela 45, 1999), pe care o și coordonează alături de Andrei Bodiu și Georgeta Moarcăs, și în secțiunea antologică a volumului Experimentul literar românesc postbelic (editura Paralela 45, 1998). 
Este prezent în: Streiflicht – Eine Auswahl zeitgenössischer rumänischer Lyrik (81 rumänische Autoren), - Lumina piezișă, antologie bilingvă cuprinzând 81 de autori români în traducerea lui Christian W. Schenk, Dionysos Verlag 1994, ISBN 3980387119
Este prezent cu un articol teoretic în volumul Competiția continuă. Generația 80 în texte teoretice, (editura Vlasie, 1994; ediția a II-a, editura Paralela 45, 1999). 
Semnează în Irlanda, împreună cu poetul Mircea Cărtărescu, volumul Poetry At Annaghmakerring (Dublin, Dedalus Press, 1994). 
În 1998 a publicat în Marea Britanie volumul personal Ditties (la editura Small Dancer Press).
În 2004 coordonează și supervizează un grup de studenți cu care traduce Exerciții de stil de Raymond Queneau, volum care apare la editura  Paralela 45.
În 2006 participă împreună cu Alexandru Mușina, Caius Dobrescu, Doina Ioanid, Răzvan Țupa, Bogdán Lázló, Fekete Vince, Lázló Noémi, Lövétéi Lázár Lázló și Sántha Attila la un atelier de traducere în Arcuș, în urma căruia apar două volume de poezie Milionarii timpului. Poeți maghiari contemporani, respectiv A gyönyör román művészete. Kortárs román költők.
În anul 2014 a apărut în volumul colectiv de poezie Salonul Ludicilor, apărut „sub direcția” actorului George Mihăiță, lansat la București în cadrul festCO - Festivalul Comediei Românești.

## Premii și distincții
A primit Premiul pentru debut al Uniunii Scriitorilor din România (1984), Premiul pentru poezie al Asociației Scriitorilor Profesioniști din România,  ASPRO (1998), Premiul Filialei Arad a Uniunii Scriitorilor (1995, 1998, 2000, 2009), Premiul pentru multimedia al Centrului Internațional pentru Artă Contemporană (1996), Premiul pentru critică al revistei «Poesis» (2000).
Volumul de poezie Odeletă societății de consum a primit Premiul de Cartea de Poezie a anului 2018.

## Opera

### Poezie
- Greutatea cernelii pe hârtie, Editura Albatros, (1984)
- Literatură, viață, Editura Cartea Românească, (1989)
- Dragoste & Bravură, Editura Marineasa, (1995)
- Cîntecel(e). Fast-food Poems, Editura Paralela 45, (1998)
- Cărticică pentru pisică, Editura Aula, (2003)
- Poeme alese, Editura Aula, (2008)
- O seamă de personaje secundare, Editura Tracus Arte, (2009)
- Arta războiului, Editura Tracus Arte, (2015)
- Opera poetică, Editura Cartea Românească, (2017)
- Odeletă societății de consum, Editura Tracus Arte, (2018)

### Eseuri și critică literară
- Poeți optzeciști (și nu numai) în anii 90, Pitești, Editura Paralela 45, 2000
- Mihail Sebastian sau despre inconvenientul de a te fi născut evreu, Brașov, Editura Aula, 2007
- Opus Caementicium. (Micro)eseuri despre influența poetică, Brașov, Editura Universității Transilvania, 2015
- Glose, București, Tracus Arte, 2017